# Gulf Publishing Company
 (juillet 2024).
Gulf Publishing Company est une maison d'édition américaine, spécialisée dans le secteur de l'énergie des hydrocarbures.